# رومان ستيوارت
رومان ستيوارت (بالإنجليزية: Roman Stewart)‏ هو مغني جامايكي، ولد في 11 مايو 1957، وتوفي في 25 يناير 2004.